# 68719 장영실
68719 장영실(68719 Jangyeongsil, 2002 DW)은 한국 천문학자인 전영범이 2002년 2월 16일, 보현산 천문대에서 발견한 소행성이다. 조선 초의 과학자인 장영실의 이름을 땄다.